# Alden Sanborn
Alden Sanborn, né le 22 mai 1899 à Jefferson (Wisconsin) et mort le 1er décembre 1991 à Charlotte Hall, est un rameur d'aviron américain.

## Palmarès

### Jeux olympiques
- Anvers 1920
  -  Médaille d'or en huit[1].